# Elezioni comunali in Basilicata del 2017
Le elezioni comunali in Basilicata del 2017 si sono tenute l'11 giugno (con ballottaggio il 25 giugno).

## Matera

### Policoro
| Candidati                     | Candidati                | II turno             | II turno         | I turno | I turno | Liste               | Voti   | %     | Seggi |
| Candidati                     | Candidati                | Voti                 | %                | Voti    | %       | Liste               | Voti   | %     | Seggi |
| ----------------------------- | ------------------------ | -------------------- | ---------------- | ------- | ------- | ------------------- | ------ | ----- | ----- |
|                               | Enrico Mascia ✔️ Sindaco | 4 592                | 50,72            | 3 625   | 33,83   | Partito Democratico | 1 862  | 17,89 | 5     |
| Uniti per Policoro            | Enrico Mascia ✔️ Sindaco | 4 592                | 50,72            | 3 625   | 33,83   | 964                 | 9,26   | 3     |       |
| Alleanza di Centro            | Enrico Mascia ✔️ Sindaco | 4 592                | 50,72            | 3 625   | 33,83   | 589                 | 5,66   | 1     |       |
| Casa dei Moderati             | Enrico Mascia ✔️ Sindaco | 4 592                | 50,72            | 3 625   | 33,83   | 424                 | 4,07   | 1     |       |
| Lavoro & Sviluppo             | Enrico Mascia ✔️ Sindaco | 4 592                | 50,72            | 3 625   | 33,83   | 296                 | 2,84   | –     |       |
|                               | Rocco Leone              | 4 461                | 49,28            | 3 462   | 32,31   | Avanti              | 1 234  | 11,86 | 1     |
| Forza Italia                  | Rocco Leone              | 4 461                | 49,28            | 3 462   | 32,31   | 703                 | 6,75   | 1     |       |
| 30 Trenta                     | Rocco Leone              | 4 461                | 49,28            | 3 462   | 32,31   | 587                 | 5,64   | –     |       |
| Policoro Pragmatica           | Rocco Leone              | 4 461                | 49,28            | 3 462   | 32,31   | 365                 | 3,51   | –     |       |
| Seggio di coalizione          | Seggio di coalizione     | Seggio di coalizione | 49,28            | 3 462   | 32,31   | 1                   |        |       |       |
|                               | Gianni Di Pierri         | Gianni Di Pierri     | Gianni Di Pierri | 3 149   | 29,39   | Policoro Futura     | 957    | 9,19  | 1     |
| Policoro Ideale               | Gianni Di Pierri         | Gianni Di Pierri     | Gianni Di Pierri | 3 149   | 29,39   | 640                 | 6,15   | 1     |       |
| Policoro Capitale             | Gianni Di Pierri         | Gianni Di Pierri     | Gianni Di Pierri | 3 149   | 29,39   | 495                 | 4,76   | –     |       |
| Forza Policoro                | Gianni Di Pierri         | Gianni Di Pierri     | Gianni Di Pierri | 3 149   | 29,39   | 450                 | 4,32   | –     |       |
| Policoro Rinasce              | Gianni Di Pierri         | Gianni Di Pierri     | Gianni Di Pierri | 3 149   | 29,39   | 449                 | 4,31   | –     |       |
| Seggio di coalizione          | Seggio di coalizione     | Seggio di coalizione | Gianni Di Pierri | 3 149   | 29,39   | 1                   |        |       |       |
|                               | Olga Colletta            | Olga Colletta        | Olga Colletta    | 490     | 4,57    | Movimento 5 Stelle  | 393    | 3,78  | –     |
| Totale                        | Totale                   | 9 053                | 100              | 10 716  | 100     |                     | 10 408 | 100   | 16    |
|                               |                          |                      |                  |         |         |                     |        |       |       |
| Fonte: Ministero dell'interno |                          |                      |                  |         |         |                     |        |       |       |